# Farhult-Jonstorps församling
Farhult-Jonstorps församling är en församling i Bjäre-Kulla kontrakt i Lunds stift. Församlingen ligger i Höganäs kommun i Skåne län och ingår i Kulla pastorat.

## Administrativ historik
Församlingen bildades år 2002 genom sammanslagning av Farhults och Jonstorps församlingar. Den utgjorde därefter till 2014 ett eget pastorat. Församlingen ingår från 2014 i Kulla pastorat.

## Kyrkor

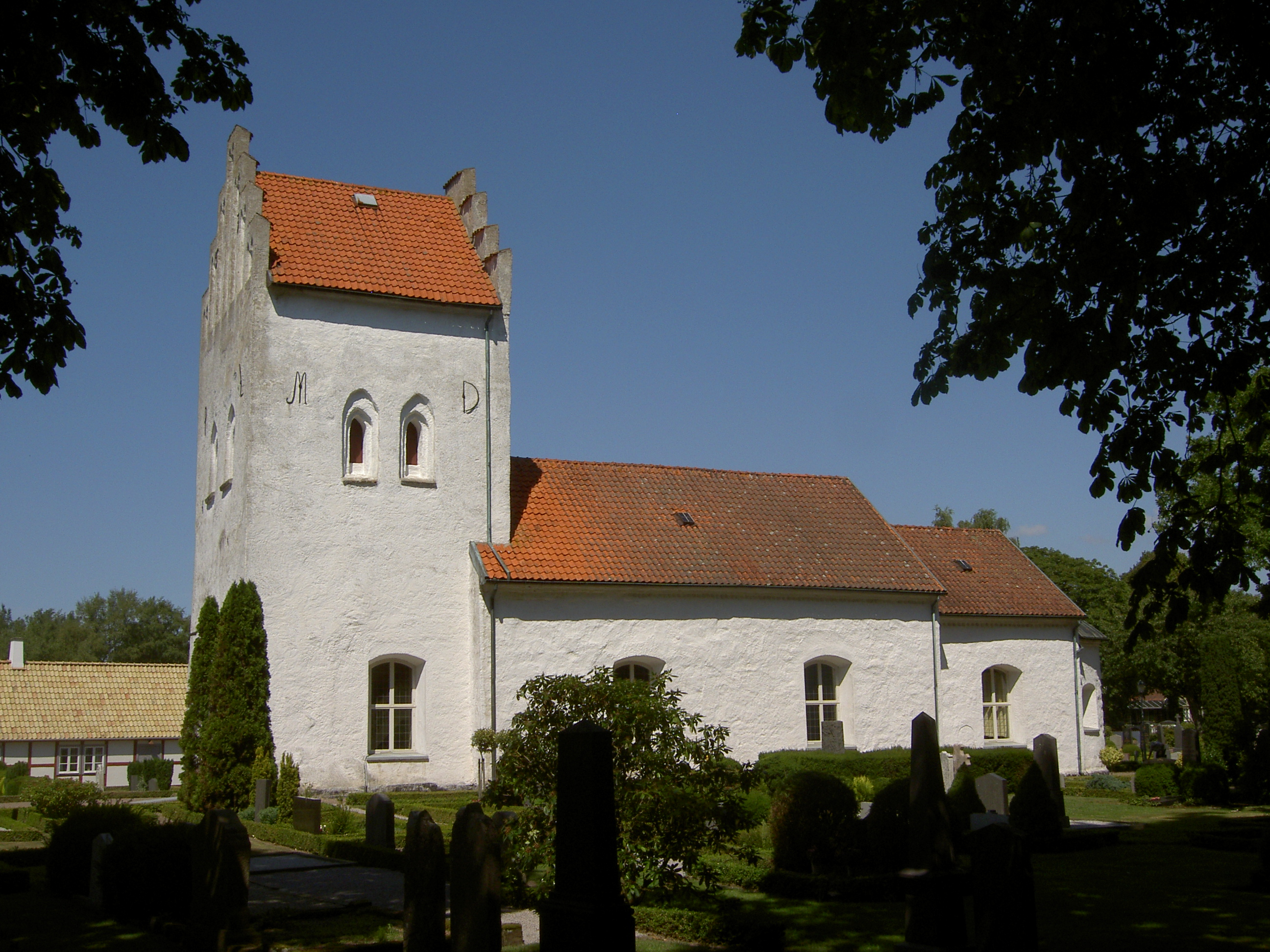
Farhults kyrka
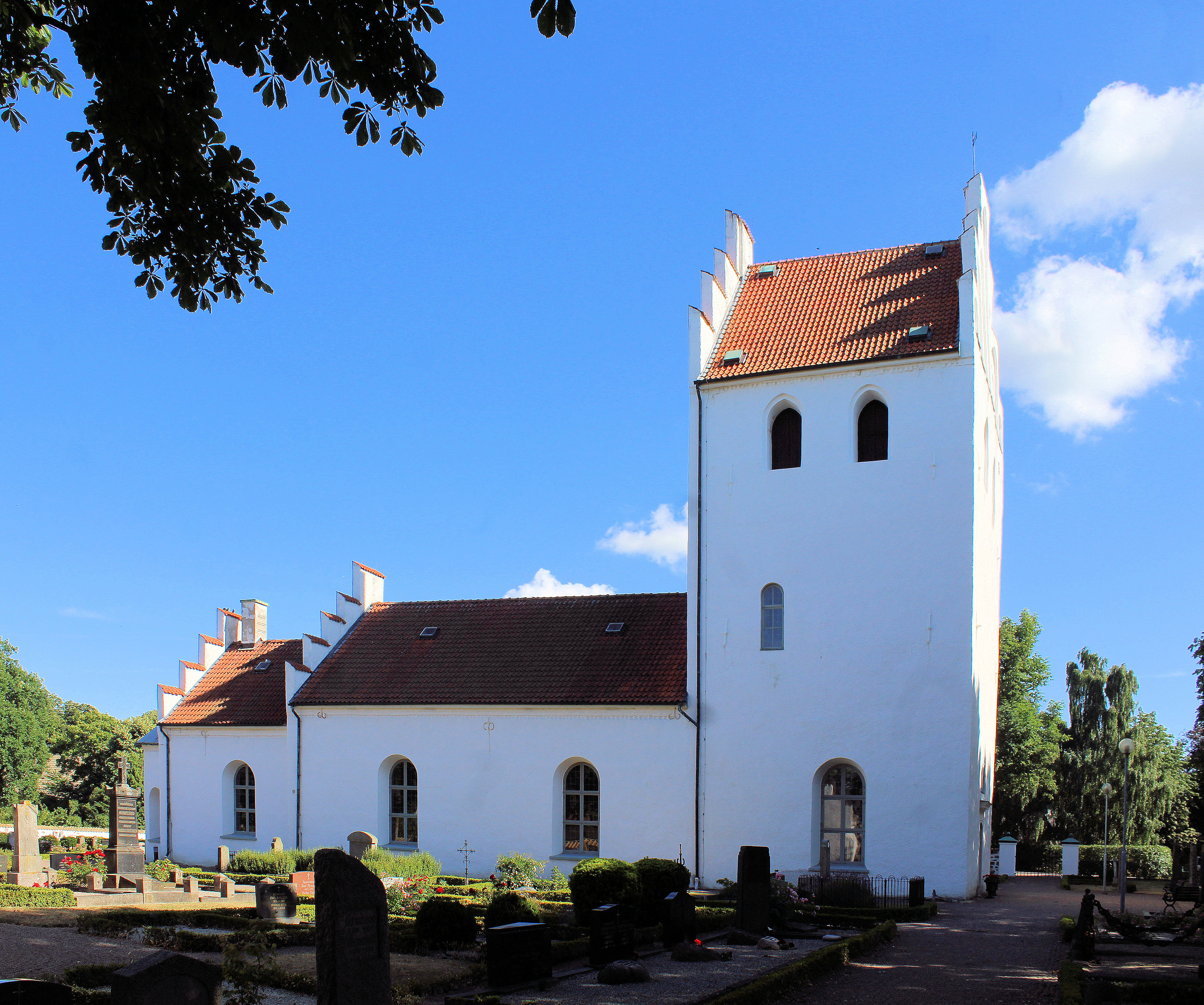
Jonstorps kyrka

## Kyrkoherdar
- Kyrkoherde 2010: Per Gyllenör.